# Plounévézel
Plounévézel [plunevezɛl] est une commune du département du Finistère, dans la région Bretagne, en France.

## Géographie
| Poullaouen |                  | Carnoët Côtes-d'Armor  |
|            | Plounévézel      |                        |
| Kergloff   | Carhaix-Plouguer | Treffrin Côtes-d'Armor |

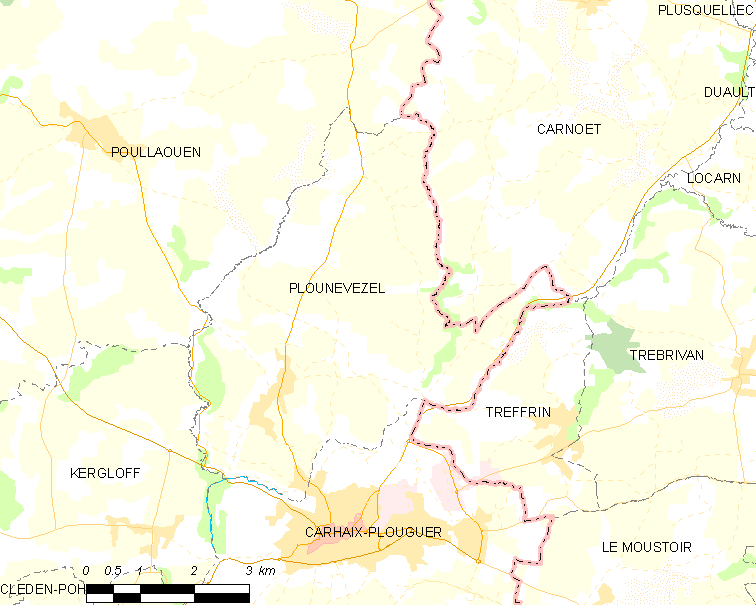
Carte de la commune de Plounévézel

Plounévézel est situé dans le centre-est du département du Finistère, dans la région historique du Poher, au nord-ouest de Carhaix et au sud-est des Monts d'Arrée et du Parc naturel régional d'Armorique.
Le finage communal est limité au sud et à l'est par l'Hyères (qui la sépare de Carhaix et de Treffrin), au nord-est par le ruisseau du moulin de Polan (qui prend plus en aval le nom de ruisseau de Goaz ar Guelen), affluent de rive droite de l'Hyères, qui sépare la commune de celle de Carnoët (ces deux cours d'eau servant alors aussi de limite départementale entre les départements du Finistère et des Côtes-d'Armor), et à l'ouest par le ruisseau de Dourcan, autre affluent de rive droite de l'Hyères ; leur confluence à 80 mètres d'altitude, au niveau du pont routier sur la D 764 (ancienne RN 764, désormais axe Lorient-Roscoff, lequel longe la limite ouest de la commune), constitue le point le plus bas de la commune, en pente douce exposée au sud (le point le plus élevé, à 164 mètres d'altitude, se trouve à l'extrême nord de la commune avec Poullaouen, près de Kerviolet. Le bourg, en situation relativement centrale au sein du territoire communal, est vers 120 mètres d'altitude.
La commune présente un paysage agraire traditionnel de bocage avec un habitat dispersé formé de nombreux écarts (hameaux et fermes isolées), dont le hameau de Kergroaz (Kergroas), situé à l'extrême sud de la commune, qui est un faubourg de Carhaix. Lors du recensement de 1892, le bourg n'avait que 38 habitants agglomérés, moins que les hameaux de Kergroas (qui possédait alors 120 habitants), Kerzutal (56 habitants), Kerviolet (53 habitants), Garsalain (51 habitants), Coatilouarn (45 habitants) et Kergariou (39 habitants) et à peine plus que ceux de Kermarzin (36 habitants), Kervengoz (31 habitants), Kernevez (30 habitants) et Kergonval (30 habitants). Le bourg, donc traditionnellement tout petit, a grossi ces dernières décennies en raison de la création de lotissements au sud-ouest de l'ancien bourg, la commune connaissant une certaine périurbanisation en raison de la proximité de Carhaix.

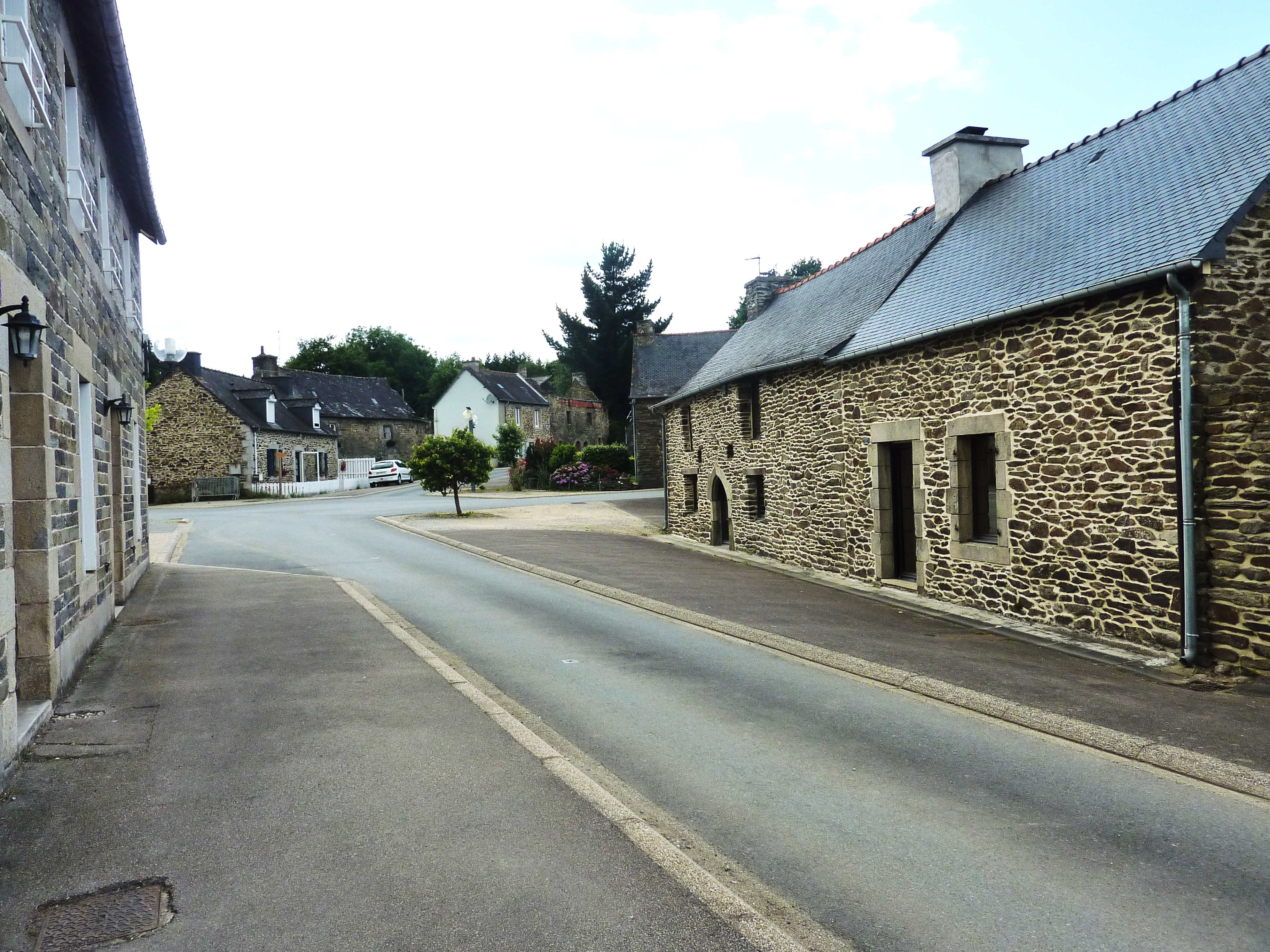
Le village de Kergroaz (Kergroas)

L'ancienne voie ferrée du Réseau breton, Ligne de Morlaix à Carhaix, qui traverse la partie nord-est du territoire communal (la commune disposait d'une halte ferroviaire près du hameau de Frostel), a été aménagée en voie verte (n°8, allant de Roscoff à Concarneau).

### Hydrographie
Pour un article plus général, voir Réseau hydrographique du Finistère.
La commune est située dans le bassin Loire-Bretagne. Elle est drainée par l'Hyère, le Dourcam, le Goaz Guélen et divers autres petits cours d'eau,.
L'Hyère, d'une longueur de 48 km, prend sa source dans la commune de Callac et se jette  dans l'Aulne en limite de Spézet et de Cléden-Poher, après avoir traversé 15 communes.  Les caractéristiques hydrologiques de l'Hyère sont données par la station hydrologique située sur la commune de Trébrivan. Le débit moyen mensuel est de 4,5 m3/s. Le débit moyen journalier maximum est de 56 m3/s, atteint lors de la crue du 26 janvier 1995. Le débit instantané maximal est quant à lui de 81,5 m3/s, atteint le 12 décembre 2000.

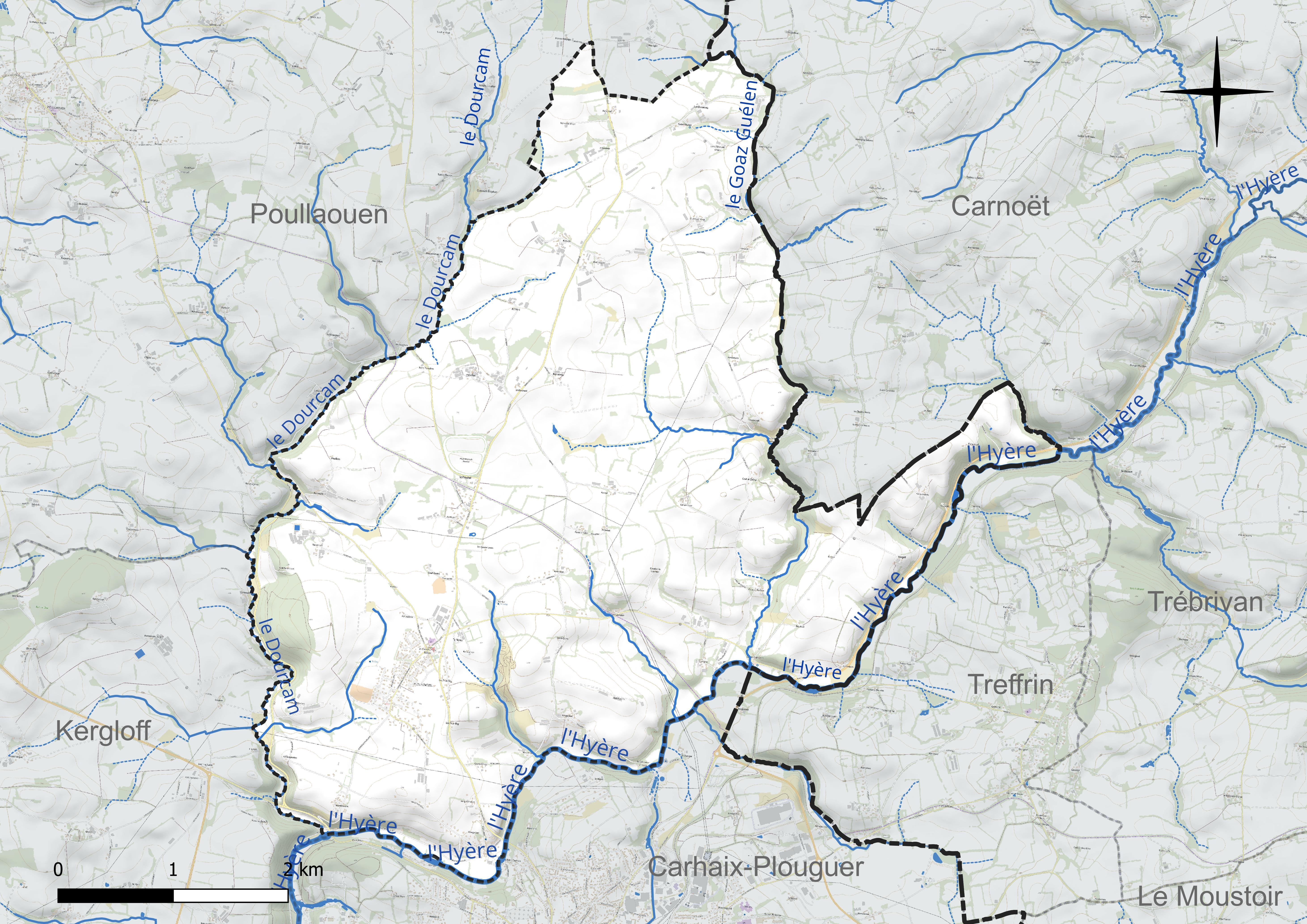
Réseau hydrographique de Plounévézel.

### Climat
Pour des articles plus généraux, voir Climat de la Bretagne et Climat du Finistère.
En 2010, le climat de la commune est de type climat océanique franc, selon une étude du CNRS s'appuyant sur une série de données couvrant la période 1971-2000. En 2020, Météo-France publie une typologie des climats de la France métropolitaine dans laquelle la commune est exposée à un climat océanique et est dans la région climatique  Finistère nord, caractérisée par une pluviométrie élevée, des températures douces en hiver (6 °C), fraîches en été et des vents forts. Parallèlement l'observatoire de l'environnement en Bretagne publie en 2020 un zonage climatique de la région Bretagne, s'appuyant sur des données de Météo-France de 2009. La commune est, selon ce zonage, dans la zone « Monts d'Arrée », avec des hivers froids, peu de chaleurs et de fortes pluies.  
Pour la période 1971-2000, la température annuelle moyenne est de 11,1 °C, avec  une amplitude thermique annuelle de 11,3 °C. Le cumul annuel moyen de précipitations est de 1 038 mm, avec 17 jours de précipitations en janvier et 7,7 jours en juillet. Pour la période 1991-2020, la température moyenne annuelle observée sur la station météorologique la plus proche, située sur la commune de Carhaix-Plouguer à 3 km à vol d'oiseau, est de 11,4 °C et le cumul annuel moyen de précipitations est de 1 112,4 mm,. Pour l'avenir, les paramètres climatiques de la commune estimés pour 2050 selon différents scénarios d'émission de gaz à effet de serre sont consultables sur un site dédié publié par Météo-France en novembre 2022.

## Urbanisme

### Typologie
Au 1er janvier 2024, Plounévézel est catégorisée commune rurale à habitat très dispersé, selon la nouvelle grille communale de densité à 7 niveaux définie par l'Insee en 2022.
Elle appartient à l'unité urbaine de Carhaix-Plouguer, une agglomération inter-départementale dont elle est une commune de la banlieue,. Par ailleurs la commune fait partie de l'aire d'attraction de Carhaix-Plouguer, dont elle est une commune de la couronne,. Cette aire, qui regroupe 18 communes, est catégorisée dans les aires de moins de 50 000 habitants,.

### Occupation des sols
L'occupation des sols de la commune, telle qu'elle ressort de la base de données européenne d'occupation biophysique des sols Corine Land Cover (CLC), est marquée par l'importance des territoires agricoles (91,6 % en 2018), en diminution par rapport à 1990 (92,5 %). La répartition détaillée en 2018 est la suivante : 
terres arables (61,8 %), zones agricoles hétérogènes (19,1 %), prairies (10,7 %), zones urbanisées (4,3 %), forêts (4,1 %). L'évolution de l'occupation des sols de la commune et de ses infrastructures peut être observée sur les différentes représentations cartographiques du territoire : la carte de Cassini (XVIIIe siècle), la carte d'état-major (1820-1866) et les cartes ou photos aériennes de l'IGN pour la période actuelle (1950 à aujourd'hui).

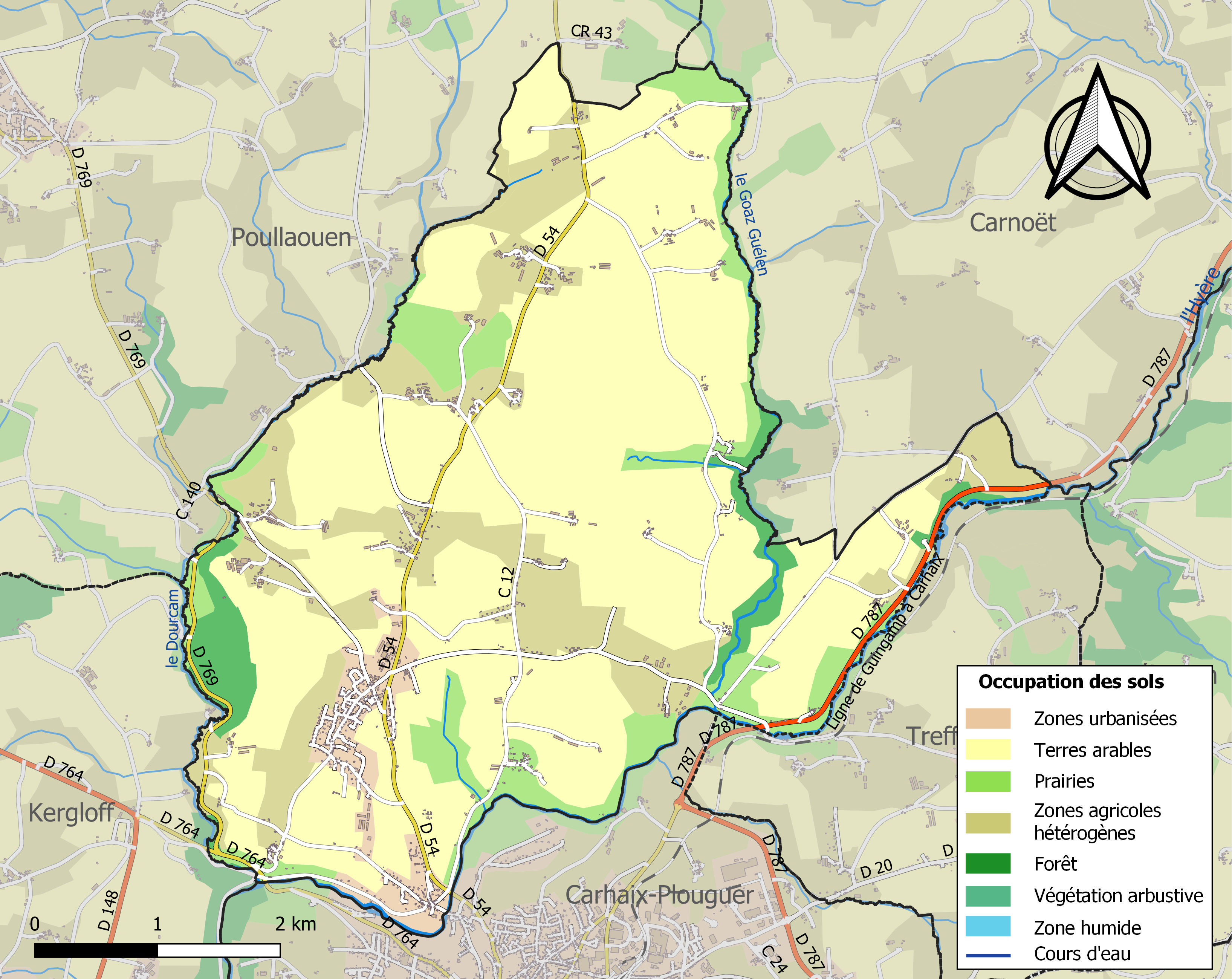
Carte des infrastructures et de l'occupation des sols de la commune en 2018 (CLC).

## Toponymie
Le nom de la localité est attesté sous les formes Ploeneguezell au XIVe siècle, Ploenevezell en 1514 et Prounezvel en 1646.
Plounévézel vient du breton ploe (paroisse) et nevezel ou nevez (nouveau).
Le nom de la commune en breton est Plonevell.

## Histoire

### Moyen-Âge
L'ancien manoir de Goazvennou existait au moins dès le XVe siècle et appartint un temps à la famille de Lesquellen.

### Époque moderne
Les seigneurs de Lamrat étaient représentés aux montres de l'évêché de Cornouaille entre 1481 et 1562 et un seigneur de Lamprat fut sénéchal de Carhaix en 1660. Charles de Pestivien était seigneur de Goazvennou (Gouarennou) en 1536. Un nouveau manoir de Goazvennou fut construit en 1686 par Jean Veller du Croixmen, sénéchal de Carhaix ; il passa ensuite par alliances successives aux mains des familles Garnier et de Saisy.
Cette commune est connue pour des faits liés à la Révolte des Bonnets rouges en 1675. Charles Le Goffic évoque ces faits dans son roman Croc d'argent.
Le prédicateur Julien Maunoir prêcha une mission à Plounévézel et y aurait accompli un miracle par procuration : il aurait guéri une « folle » en lui faisant baiser sa clochette apportée au domicile de la malade par le recteur de la paroisse, Canant.
Selon Henri Sée, en 1774, le nombre des journaliers et domestiques à Plounévézel était de 121 sur une population totale qui s'élevait alors à 907 habitants.
Jean-Baptiste Ogée décrit en ces termes Plounévézel en 1778 :

« Plounévézel, sur une hauteur, à dix lieues et demie au nord-est de Quimper, son évêché ; à 31 lieues de Rennes et à une demi-lieue de Carhaix, sa subdélégation et son ressort. On y compte 1 200 communiants, y compris ceux de Sainte-Catherine et Saint-Idunet, ses trèves. La cure est à l'alternative. Cette paroisse relève du Roi. Ce territoire, qui est arrosé par les eaux de la rivière d'Aulne, renferme des terres en labeur, des pâturages abondants et des landes ; les habitants recueillent beaucoup de cidre. Ce pays abonde en gibier, qui passe pour être le meilleur de la province. »

### Révolution française
La paroisse de Plounévézel fut en 1791 supprimée par l'Assemblée constituante : « Il n'y aura, pour la ville de Carhaix et les campagnes environnantes, qu'une seule paroisse, qui sera desservie sous l'invocation de saint Trémeur, dans l'église ci-devant collégiale de cette ville. La paroisse de Plounévézel, Sainte-Catherine sa succursale, ainsi que les succursales de Saint-Quijeau et Treffrin sont supprimées et réunies à la paroisse de Carhaix ; l'église de Plounévézel et celle de Treffrin sont conservées comme oratoires ». Cette paroisse fut rétablie par la suite.

### LeXIXesiècle
En 1853, A. Marteville et P. Varin, continuateurs d'Ogée, décrivent ainsi Plounévézel :

« Plounévézel : commune formée par l'ancienne paroisse du même nom, aujourd'hui succursale. (...). Principaux villages : Keriolet, Kermoigne, Kervénal, Kermarsin, Coat-ar-Zuliec, Kergonval. Superficie totale : 2 423 ha, dont (...) terres labourables 1 324 ha, prés et pâtures 256 ha, vergers et jardins 16 ha, bois 256 ha, canaux et étangs 94 ha, landes et incultes 599 ha, (...). Moulins : 6 (de Polan, du Guern, de Lan-ar-Hézec, à eau). Cette commune a gardé ses trèves, Sainte-Catherine et Saint-Idunet, qui sont devenues chapelles ; il y a en outre celle de Saint-Vital. Chacune de celles-ci et l'église ont leur pardon annuel. L'agriculture ne présente rien que de très ordinaire en Plounévézel, et même elle y est peu avancée ; mais les paysans s'y livrent presque tous à l'élève des bœufs, qu'ils vendent avantageusement aux bouchers de Brest et de Lorient. Il y a quelques années à peine, cette commune était un des plus beaux pays de chasse de la Bretagne, mais elle a été dépeuplée de perdrix par la grande facilité survenue dans les exportations. Les routes de Carhaix à Morlaix et de Carhaix à Guingamp coupent le territoire de Plounévézel. La première se dirige du sud-est au nord-ouest, la seconde du sud-ouest au nord-est. Géologie : la grauwacke domine, surtout autour de l'ancienne trève sainte-Catherine. On parle le breton. »

La liste des personnes vivant à Plounévézel lors du recensement de 1892 a été publiée sur un site Internet.

### LeXXesiècle

#### LaBelle Époque

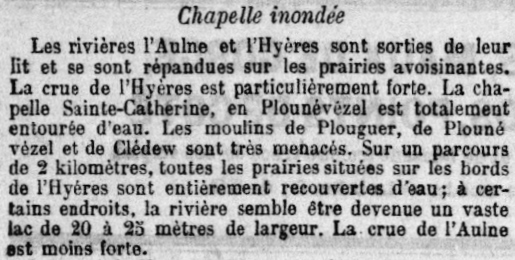
Article du journal La Croix du 29 janvier 1910 relatant les inondations provoquées par une crue de l'Hyères.

Le 21 février 1900, l'Hyères déborda de manière catastrophique, submergeant jusqu'à sa toiture la chapelle Sainte-Catherine et abîmant le pont reliant le Petit Carhaix à Kergroas. Une autre grave inondation survint en 1910.
Le pardon de Saint-Pierre était alors célébré chaque année le dimanche de la Pentecôte, même s'il n'était fréquenté que localement.
En septembre 1907, le recteur de Plounévézel reçut un délai de 15 jours pour quitter son presbytère, sous peine d'en être expulsé.
Les courses de Carhaix étaient organisées chaque année sur l'hippodrome de Penalan ; des trains spéciaux amenaient les voyageurs depuis Carhaix et Poullaouen jusqu'à la halte de Plounévézel, située à proximité de l'hippodrome.

#### La Première Guerre mondiale
Le monument aux morts de Plounévézel porte les noms de 57 soldats morts pour la France pendant la Première Guerre mondiale ; parmi eux quatre sont morts en Belgique (Joseph Boulanger, soldat du 118e régiment d'infanterie, à Maissin dès le 22 août 1914, Pierre Le Corre à Ypres le 27 octobre 1914, Guillaume Jouan et Louis Le Dren, le même jour le 22 avril 1915 à Boezinge) (tous les trois soldats du 73e régiment d'infanterie) ; 1 (François Balem) est mort en Grèce à Salonique dans le cadre de l'expédition de Salonique ; la plupart des autres sont décédés sur le sol français ; deux d'entre eux (François Bouédec et Pierre Dantec) ont été décorés de la Croix de guerre ; François Loget, décoré de la Médaille militaire et de la Croix de guerre, est décédé des suites de ses blessures le 26 mai 1921.

#### L'Entre-deux-guerres
La "Société anonyme des Ardoisières Centre de Bretagne" exploitait une carrière d'ardoises à Garsalin (Garz Alain), en bordure de la route nationale 787 (actuelle D 787) allant de Carhaix à Callac.
Lors des élections municipales de 1935, la liste radicale de Youenn (Yves) Mével, dont les 12 membres obtiennent entre 157 et 133 voix, sont tous élus, battant la liste socialiste conduite par l'ancien instituteur et secrétaire de mairie Jean-Louis Guillemin, dont les membres obtiennent entre 113 et 95 voix. Une lettre anonyme reçue en 1938 par le maire est consultable sur un site Internet.

#### LaSeconde Guerre mondiale
Pierre Jappron est décédé le 8 mai 1942 à Hohenstein-Ernstthal (Saxe, Allemagne). Jean-Marie Le Gall, né à Plounévézel, résistant membre du réseau Libération-Nord, fut arrêté devant sa famille dans le village de Kerivoal où il habitait le 22 juin 1944 et est mort du typhus en déportation le 30 mars 1945 au camp de concentration de Neuengamme ; chevalier de la Légion d'honneur à titre posthume, son nom a été donné à l'école publique de Plounévézel.

##### Les martyrs de Plounévézel

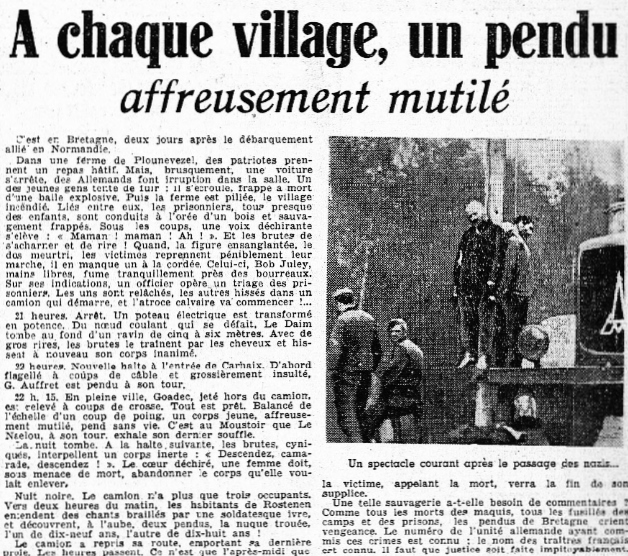
Article du journal L'Humanité relatant les exécutions sommaires des résistants de Lamprat en Plounévézel le 8 juin 1944.

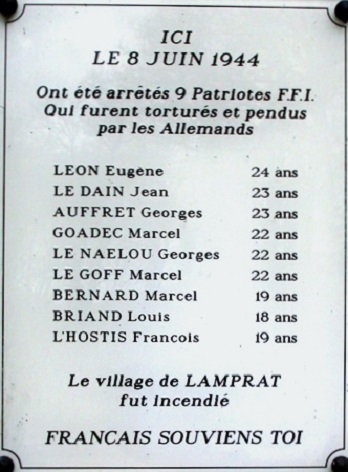
La stèle commémorative des résistants de Lamprat pendus par les Allemands le 8 juin 1944

Le 8 juin 1944 à Lamprat, un hameau de Plounévézel, de jeunes résistants s'invitent à déjeuner à la ferme d'Yves Mével, maire de la commune. Leur chef a été blessé la veille lors d'un bombardement anglais de la ligne ferroviaire à Port-de-Carhaix. Six Allemands arrivent par hasard dans l'intention de réquisitionner des charrettes pour transporter du matériel et les font prisonniers, sauf Jean Manach, 20 ans, caché dans la cheminée. Eugène Léon, 24 ans, sur qui les Allemands trouvent un pistolet, et qui tente alors de s'enfuir, est aussitôt abattu. Les Allemands mettent le feu à la ferme. Les huit résistants (cinq autres personnes furent également un temps arrêtées, mais relâchées) arrêtés subissent un interrogatoire et sont torturés dans le bois de Coat-Penhoat, sur la route de Poullaouen ; puis entassés, ligotés, dans un camion qui prend la direction de Rennes. En cours de route, ils furent successivement pendus : Jean Le Dain, 23 ans, à un poteau électrique au bas de la descente de Moulin-Meur ; Georges Auffret, 23 ans, à l'entrée de Carhaix, route de Brest ; Marcel Goadec, 22 ans, en pleine ville de Carhaix, rue de la Fontaine-Blanche (actuelle rue des Martyrs) ; Georges Le Naëlou, 22 ans, au bourg du Moustoir ; Marcel Le Goff, 22 ans, à l'embranchement de La Pie en Paule ; Marcel Bernard, 19 ans, à l'entrée de Rostrenen ; Louis Briand, 18 ans, dans la ville de Rostrenen et François L'Hostis à Saint-Caradec. Le responsable de ces exécutions serait un feldwebel du 8e régiment de parachutistes Kreta, qui se dirigeait vers le front de Normandie,,. Une stèle érigée à Lamprat commémore ces faits tragiques, dont un récit détaillé a été fait par Éric Rondel dans un chapitre son livre "Crimes nazis en Bretagne". Jean Le Manac'h (1925-2003) fut le seul résistant rescapé du drame.

#### L'après Seconde Guerre mondiale
En 1948 est installé à Plounévézel un centre d'insémination artificielle.
En 1973 est créé le club de football, qui choisit comme nom "Les Toros" par référence au centre d'insémination de la commune ; les trois premières années le club joue ses matches à domicile sur l'hippodrome de Penalan, faute de disposer d'un autre terrain. En 1977 Xavier Berthou, président du club, devient aussi maire de la commune et le reste pendant 43 ans.

## Politique et administration
| Période                                  | Période  | Identité              | Étiquette | Qualité                                     |
| ---------------------------------------- | -------- | --------------------- | --------- | ------------------------------------------- |
| 1803                                     | 1804     | Joseph Marie Collober |           |                                             |
|                                          |          |                       |           |                                             |
| 1818                                     | 1818     | Joseph Mauviel        |           |                                             |
| 1818                                     | 1820     | Hervé Prigent         |           |                                             |
| 1821                                     | 1829     | Corentin Revault      |           |                                             |
| 1832                                     | 1836     | Montfort              |           |                                             |
| 1844                                     | 1848     | Inizan                |           |                                             |
| 1850                                     | 1851     | Corvest               |           |                                             |
| 1853                                     | 1854     | Marc                  |           |                                             |
| 1856                                     | 1860     | Le Bellec             |           |                                             |
| 1861                                     | 1874     | Yves Montfort         |           | Cultivateur propriétaire.                   |
| 1874                                     | 1876     | François Kerhervé     |           | Propriétaire.                               |
| 1876                                     | 1892     | Yves Montfort         |           | Déjà maire entre 1861 et 1874.              |
| 1892                                     | 1907     | Jean-Marie Ropars     |           | Agriculteur                                 |
| 1908                                     | 1925     | Yves Mevel            | Rad.      | Agriculteur                                 |
| 1925                                     | 1929     | Pierre-Louis Pinsec   | SFIO      | Agriculteur                                 |
| 1929                                     | 1935     | Pierre Le Norgant     | SFIO      | Agriculteur                                 |
| 1935                                     | 1944     | Yves Mevel            | Rad.      | Agriculteur. Déjà maire entre 1908 et 1925. |
| 1945                                     | 1959     | Pierre-Louis Pinsec   | SFIO      | Agriculteur. Déjà maire entre 1925 et 1929. |
| 1959                                     | 1977     | Isidore Offret        | SFIO → PS | Agriculteur                                 |
| 1977                                     | 2020     | Xavier Berthou        | PS        | Agriculteur retraité                        |
| 2020                                     | En cours | Stéphane Cotty        | PS        | Inséminateur                                |
| Les données manquantes sont à compléter. |          |                       |           |                                             |

Xavier Berthou, élu maire en 1977 a eu pendant 40 ans, à partir de 1980 et jusqu'en 2020, le même secrétaire de mairie, Philippe Connan.

## Démographie
L'évolution du nombre d'habitants est connue à travers les recensements de la population effectués dans la commune depuis 1793. Pour les communes de moins de 10 000 habitants, une enquête de recensement portant sur toute la population est réalisée tous les cinq ans, les populations de référence des années intermédiaires étant quant à elles estimées par interpolation ou extrapolation. Pour la commune, le premier recensement exhaustif entrant dans le cadre du nouveau dispositif a été réalisé en 2004.

En 2022, la commune comptait 1 153 habitants, en évolution de −8,05 % par rapport à 2016 (Finistère : +2,16 %, France hors Mayotte : +2,11 %).
| 1793 | 1800 | 1806 | 1821 | 1831 | 1836  | 1841  | 1846  | 1851  |
| ---- | ---- | ---- | ---- | ---- | ----- | ----- | ----- | ----- |
| 916  | 958  | 983  | 855  | 975  | 1 076 | 1 041 | 1 070 | 1 072 |

| 1856  | 1861  | 1866 | 1872  | 1876  | 1881  | 1886  | 1891  | 1896  |
| ----- | ----- | ---- | ----- | ----- | ----- | ----- | ----- | ----- |
| 1 024 | 1 030 | 988  | 1 039 | 1 074 | 1 081 | 1 111 | 1 254 | 1 284 |

| 1901  | 1906  | 1911  | 1921  | 1926  | 1931  | 1936  | 1946  | 1954 |
| ----- | ----- | ----- | ----- | ----- | ----- | ----- | ----- | ---- |
| 1 299 | 1 269 | 1 259 | 1 298 | 1 201 | 1 098 | 1 018 | 1 007 | 845  |

| 1962 | 1968 | 1975 | 1982 | 1990  | 1999  | 2004  | 2006  | 2009  |
| ---- | ---- | ---- | ---- | ----- | ----- | ----- | ----- | ----- |
| 760  | 658  | 714  | 829  | 1 017 | 1 015 | 1 040 | 1 064 | 1 151 |

| 2014  | 2019  | 2022  | - | - | - | - | - | - |
| ----- | ----- | ----- | - | - | - | - | - | - |
| 1 242 | 1 174 | 1 153 | - | - | - | - | - | - |

## Lieux et monuments
- L'Église paroissiale Saint-Pierre date du XVIe siècle, mais a été restaurée au XIXe siècle ; elle abrite de nombreuses statues[20].
- La chapelle Sainte-Catherine, dont la construction (probablement à l'initiative du marquis de Tymeur) fut achevée en 1616, est située au bord d'une voie romaine qui longe la rivière de l'Hyères qui passe à cet endroit sous un pont médiéval nommé le pont « Gaulois » ; cette chapelle, alors église tréviale de Sainte-Catherine, fut abandonnée à partir de la Révolution française, servant même un temps d'écurie ; le culte y est sporadiquement rétabli sous la Restauration (deux pardons annuels) ; la chapelle, qui menaçait ruine, est restaurée à la fin du XIXe siècle, mais est victime d'inondations de l'Hyères en 1925-1926 ; elle est à nouveau abandonnée dans la décennie 1960[53], puis à nouveau restaurée à partir de 1991 par l'Association "Les Amis de Sainte-Catherine"[54]. Un pardon y est organisé chaque année au mois de mai[55].
- La chapelle Saint-Idunet, ancienne église tréviale de Saint-Idunet. Elle abrite les statues de saint Idunet, saint Jean-Baptiste et une Pietà en kersanton peinte en 1884[20]. Une "pierre de fécondité", située à proximité de la fontaine Saint-Idunet et associée à un vieil if possède les mêmes vertus propitiatoires que celle-ci[56].

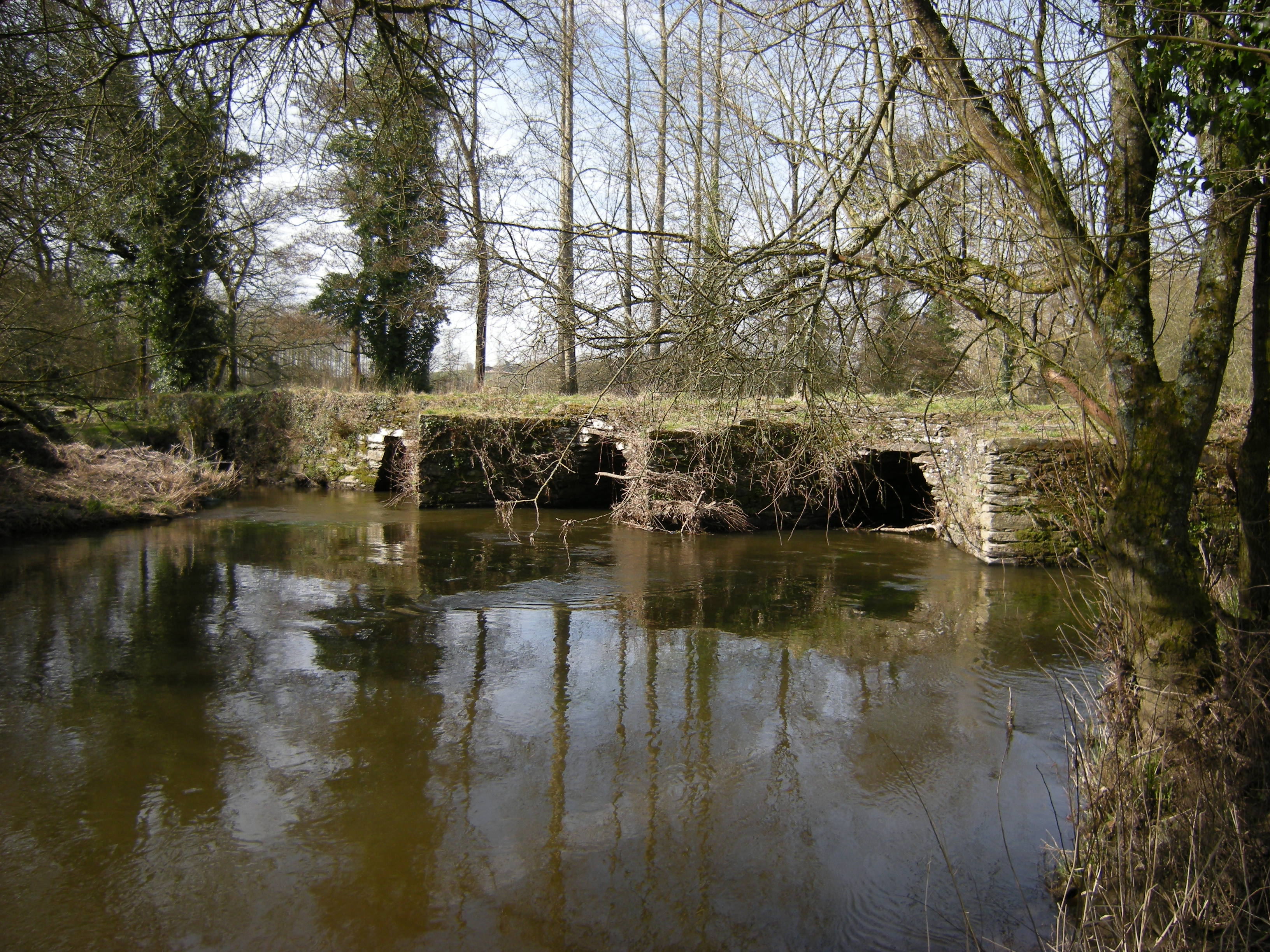
Pont « gaulois » sur l'Hyères.
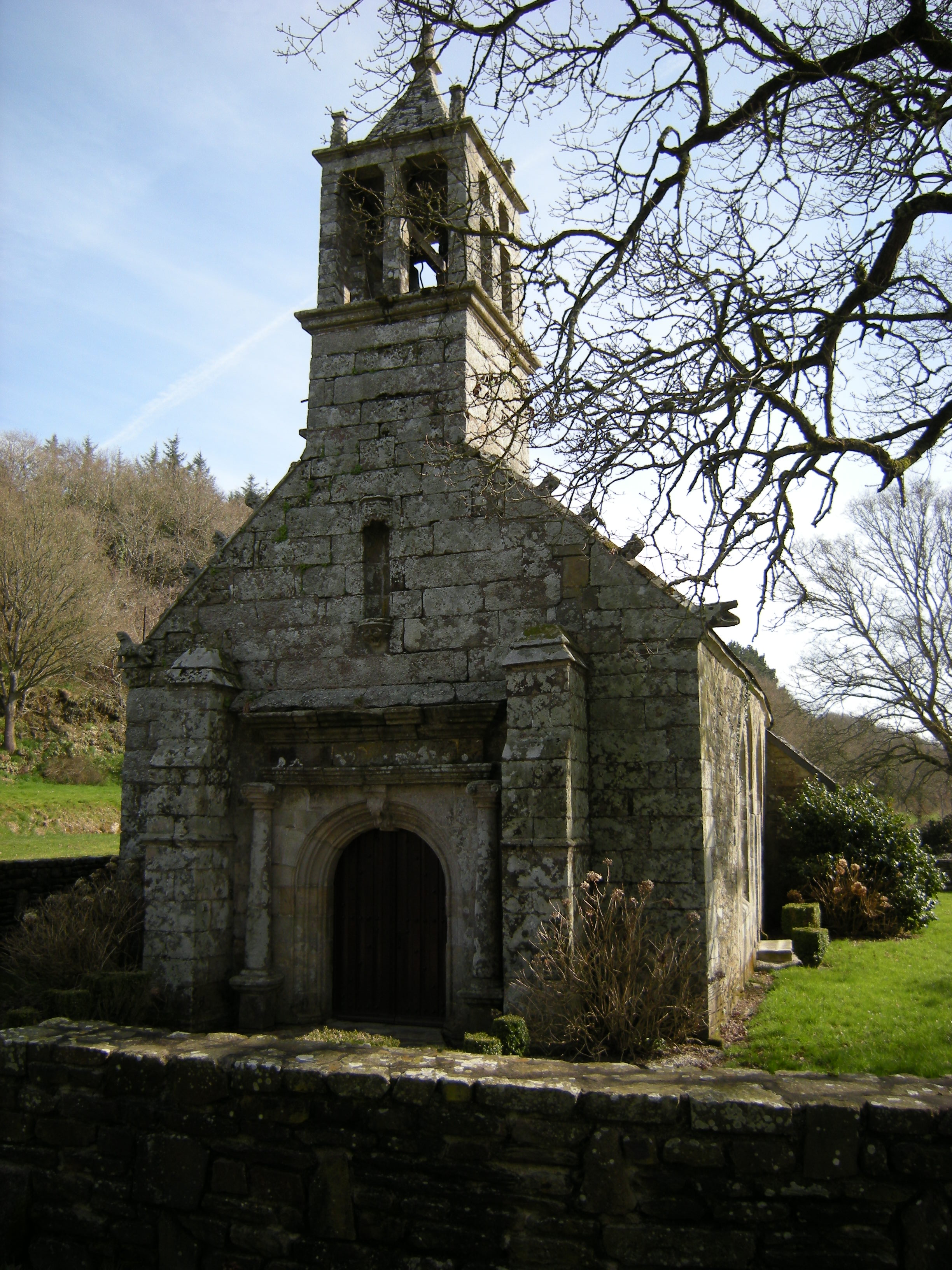
Chapelle Sainte-Catherine.
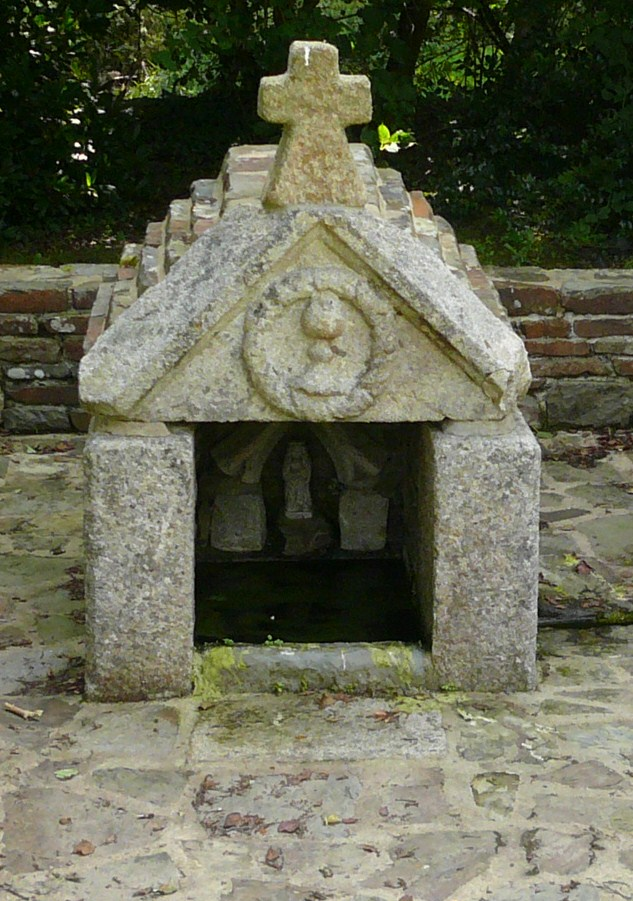
Fontaine Sainte-Catherine.
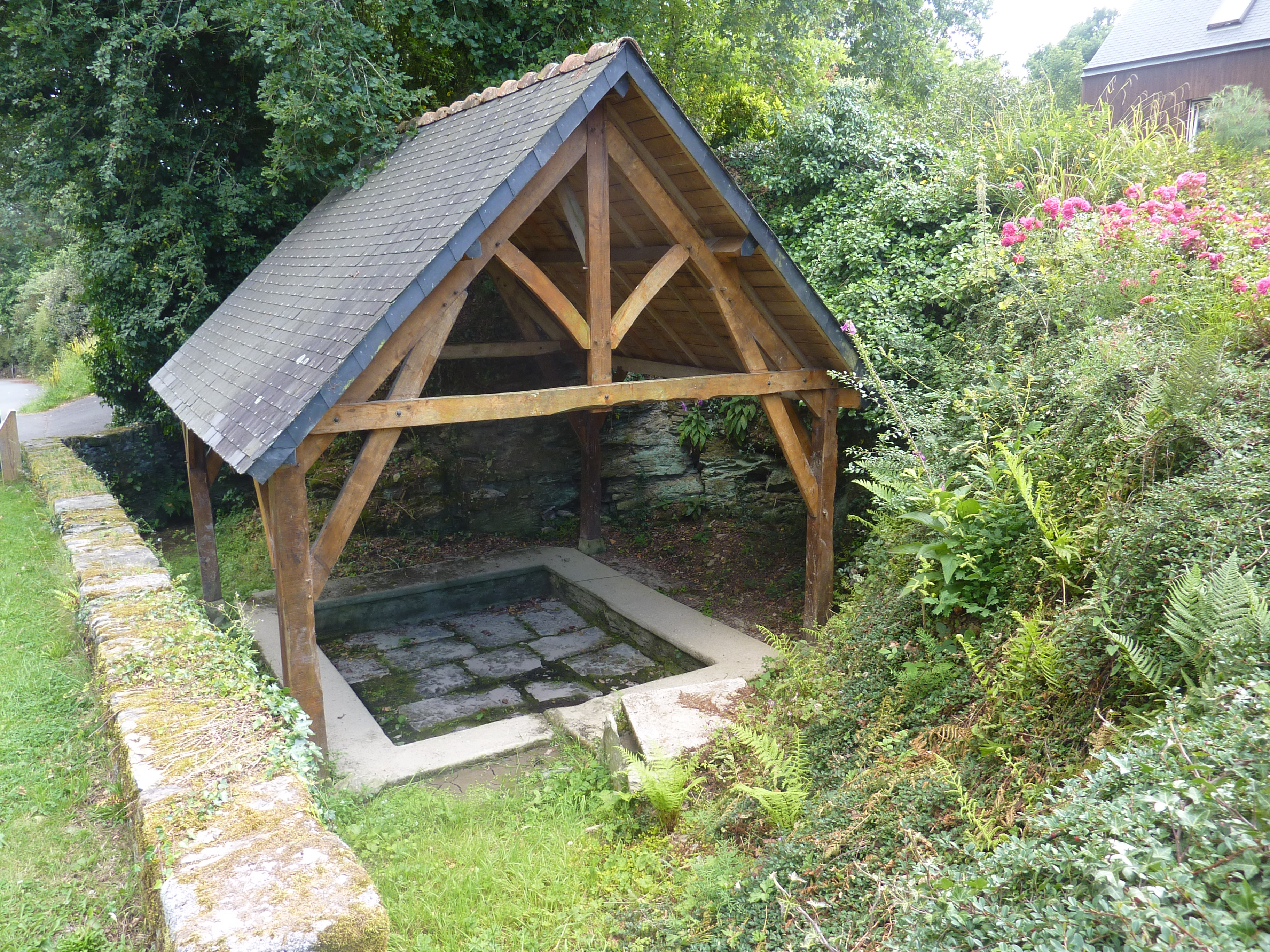
Lavoir de Kergroas
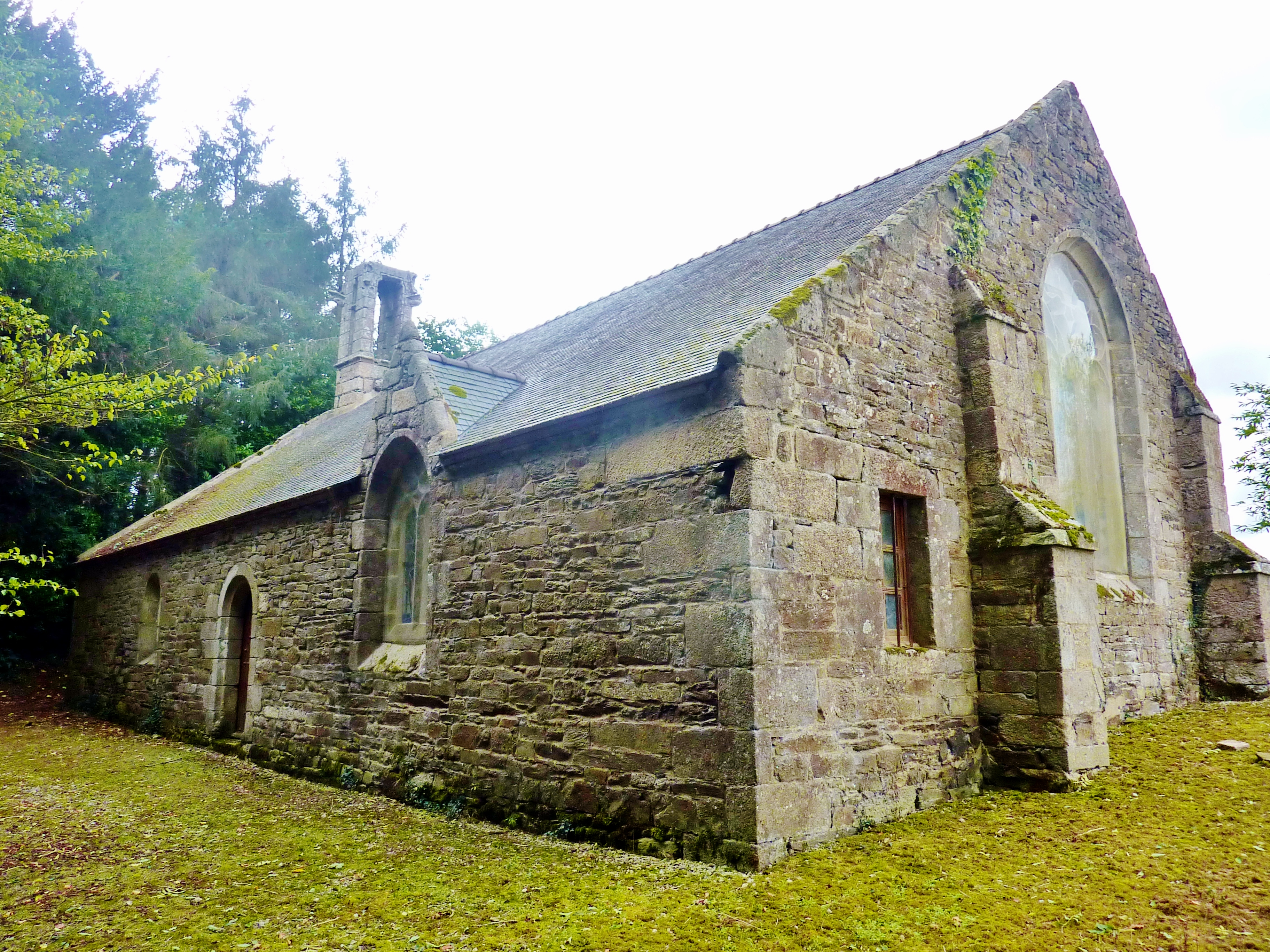
La chapelle Saint-Idunet.
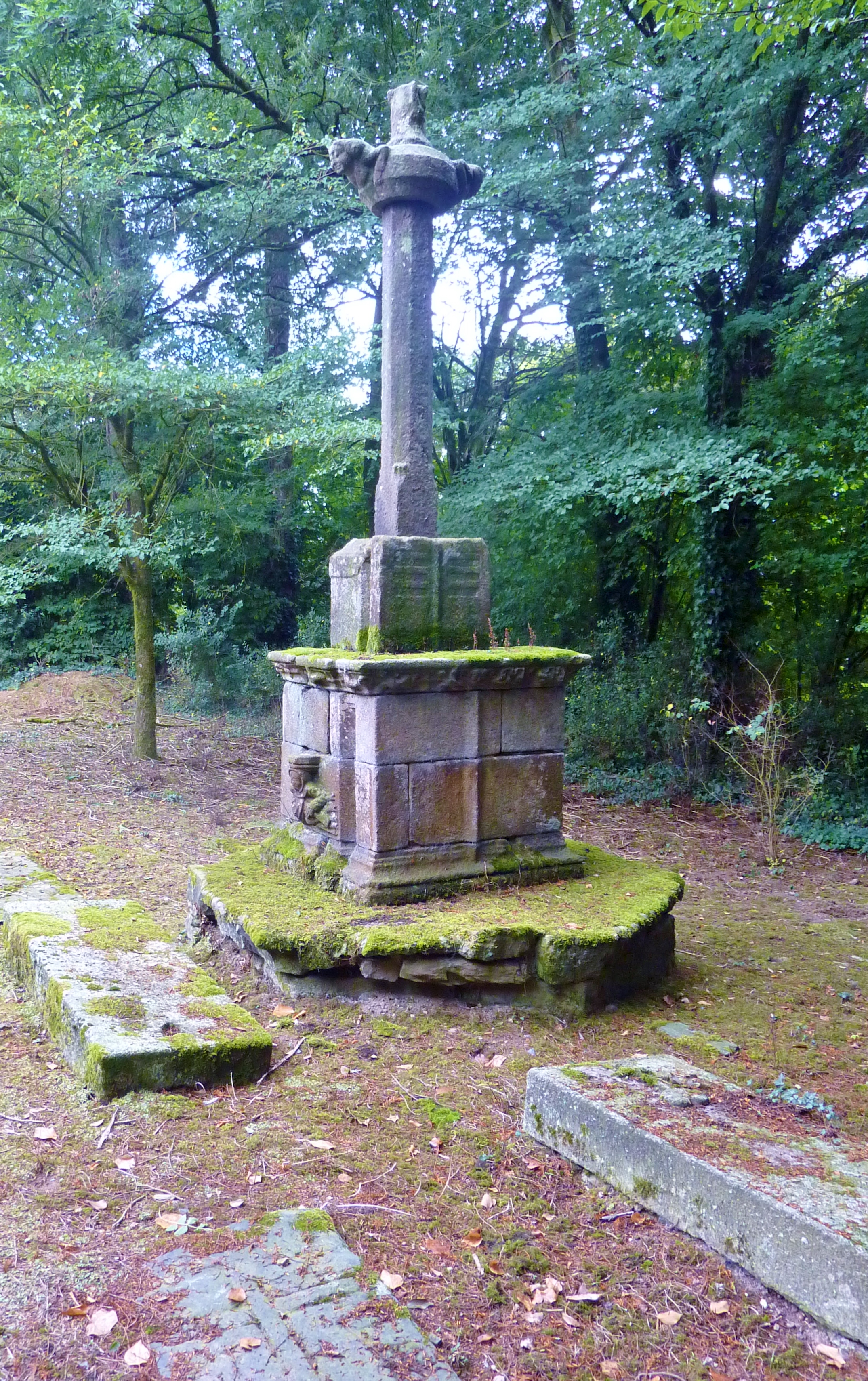
Enclos de la chapelle Saint-Idunet : croix datant du XVIe siècle et tombes anciennes.
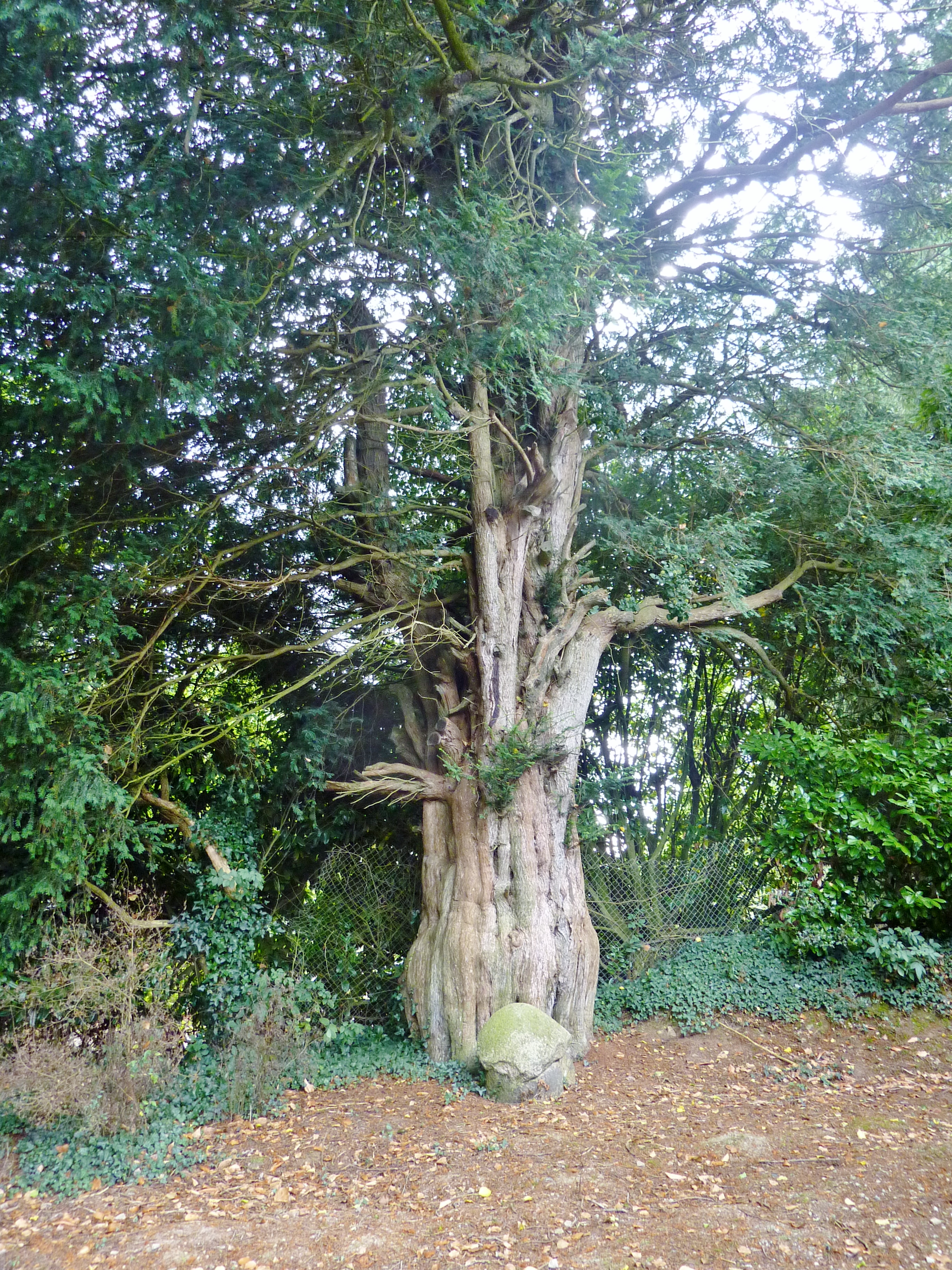
Enclos de la chapelle Saint-Idunet : vieil if.

- L'ancienne chapelle Saint-Vital, construite en 1694 ; son toit s'est effondré vers 1998[57].
- Plusieurs croix dont celle de Kermoigne (elle date de 1524) et celle de Saint-Idunet (aussi du XVIe siècle ; la croix du cimetière date de 1876.
- Les vieilles maisons de Kergroaz (Kergroas) et le pont du Petit Carhaix sur l'Hyères.

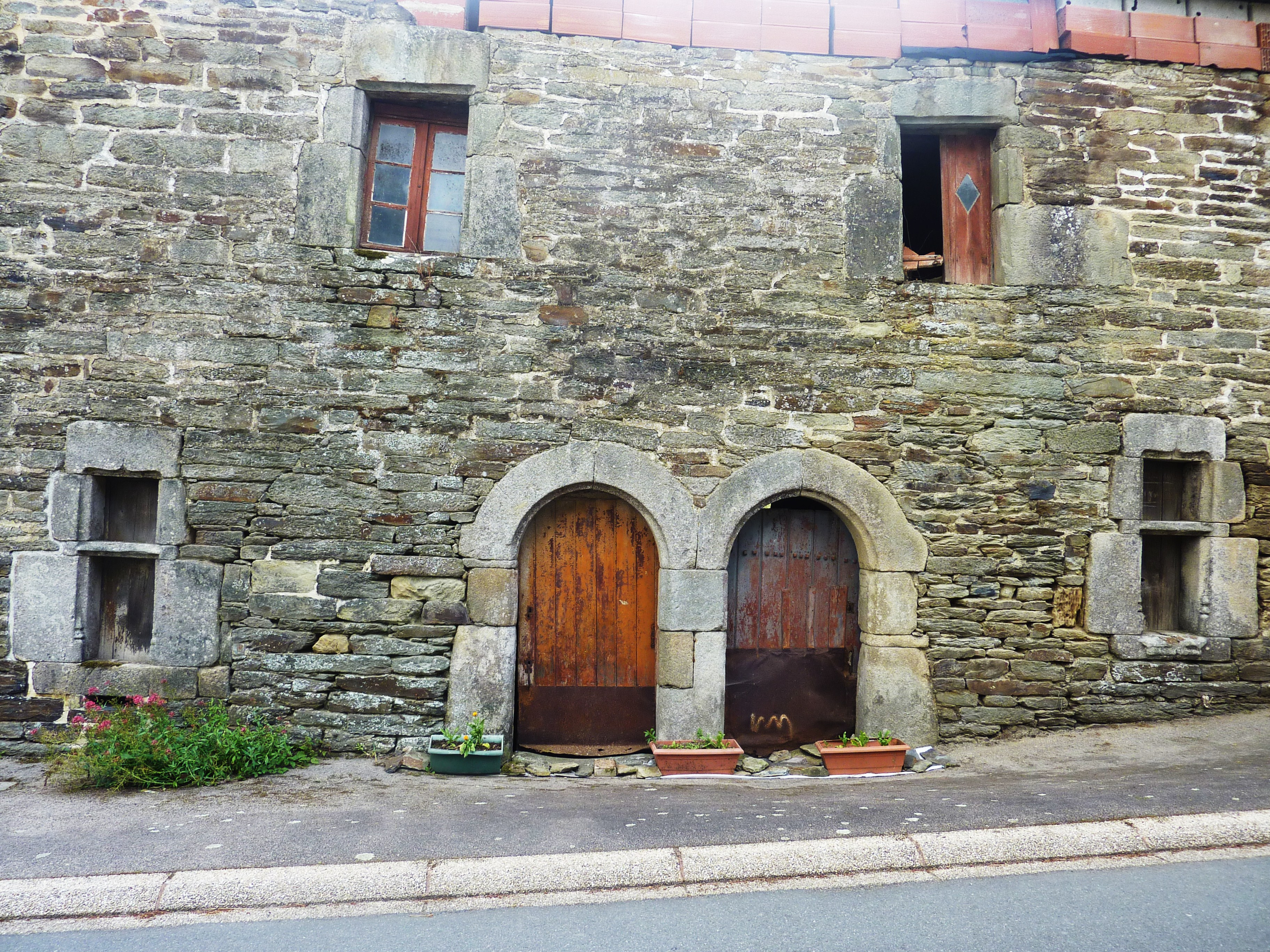
Façade de maison ancienne (en ruines) à Kergroas.

- Les manoirs de Goaremmou (il date du XVIIIe siècle) et de Lamprat.
- Le centre missionnaire protestant de Coatilouarn, fondé en 1966 par le pasteur Yvon Charles[58].

## Événements
Le semi-marathon Huelgoat-Carhaix et le 10 km Poullaouen-Carhaix traversent la commune chaque année au mois de mai.